# 451 stupňů Fahrenheita (film)
451 stupňů Fahrenheita (v originále Fahrenheit 451) je americký televizní dramatický film, který natočil režisér Ramin Bahrani podle stejnojmenného románu spisovatele Raye Bradburyho. Režisér svůj záměr natočit adaptaci zmínil již v roce 2016. Hlavní roli požárníka Guye Montaga ve filmu ztvárnil Michael B. Jordan a kapitána jeho jednotky pak Michael Shannon. Snímek byl premiérově uveden na Filmovém festivalu v Cannes a do televize byl poprvé uveden 19. května 2018.